# Higüey
Higüey (auch: Salvaleón de Higüey) ist die Hauptstadt der Provinz La Altagracia der Dominikanischen Republik und einer der bedeutendsten Wallfahrtsorte in der Karibik.

## Geschichte
Die Stadt wurde 1494 von Juan de Esquivel gegründet. Der Name Higüey bedeutet in der Sprache der Taíno: „Wo die Sonne aufgeht“.
Higüey ist seit 1959 Sitz des römisch-katholischen Bistums Nuestra Señora de la Altagracia en Higüey.

## Gliederung
Neben dem Hauptort Higüey gehören noch Las Lagunas de Nisibón, La Otra Banda und der durch seine Badestrände beliebte Bezirk Verón – Punta Cana zur Gemeinde.

## Wirtschaft
Die Haupteinnahmequellen für die heute etwa 415.000 Einwohner von Higüey sind die Landwirtschaft und der Tourismus.

## Sehenswürdigkeiten
Zu den Sehenswürdigkeiten gehört die am 21. Januar 1971 geweihte Basilika Nuestra Señora de la Altagracia. Der 80 Meter hohe Bogen soll betende Hände darstellen. Hier steht das Bild der heiligen Madonna von Altagracia. An deren Namenstag, dem 21. Januar, pilgern auch heute noch viele Wallfahrer zur Kathedrale. Der Name der Kirche war namensgebend für die gleichnamige Provinz. Diese Kathedrale wurde im Januar 1979 von Papst Johannes Paul II. besucht.
Eine andere Sehenswürdigkeit ist der mit Blattgold verzierte Altar in der alten Kathedrale.
Viele Einwohner arbeiten im 50 km entfernten Punta Cana mit den touristisch genutzten Stränden Playa Bavaro und Uvero Alto.

## Söhne und Töchter
- Pablo Cedano Cedano (1936–2018), katholischer Geistlicher, Weihbischof in Santo Domingo